# Eucteniza
Eucteniza (лат.) — род мигаломорфных пауков из семейства Euctenizidae. Известно 14 видов, распространённых в Северной Америке (в Мексике и на юге США). Виды отличаются смягченной задней частью карапакса, а самцы имеют крупные шипы на первых двух парах ходильных ног, которые используются для удержания самок во время спаривания. Пауки создают норы с откидывающейся крышкой, из которых поджидают проходящих мимо насекомых и других членистоногих для добычи. Многие виды известны только из одного-двух мест обнаружения или только по мужским особям. Ожидается открытие новых видов. Eucteniza филогенетически тесно связаны с пауками родов Entychides и Neoapachella.

## Описание
Представители рода Eucteniza достигают 27,5 мм в длину тела (без учета ног), что является относительно крупным размером среди пауков. Головогрудь (цефалоторакс, передний сегмент тела, на котором расположены глаза, ротовые органы и ноги) овальный, немного длиннее ширины и сильно наклонен кзади при виде сбоку. Задняя треть карапакса (верхняя поверхность головогруди) относительно мягкая (слабо склеротизированная) и заметно светлее по окраске. Карапакс часто лишен волосков, а у некоторых видов окаймлен черными щетинками. Восемь глаз не приподняты и расположены в два ряда в прямоугольной области: задний ряд рекурвирован, или слегка изогнут вверх (как в чаше или неглубокой U-образной форме), а передний ряд слегка прокурвирован (слегка изогнут вниз, как в перевернутой чаше). Пауки Eucteniza окрашены в различные оттенки коричневого цвета, самцы обычно имеют темную красновато-коричневую окраску. Хелицеры темно-коричневые. На верхней поверхности брюшка иногда имеется темно-коричневая пятнистость. Измерения большинства видов относятся только к головогруди, которая менее изменчива, чем брюшко: зарегистрированная длина цефалоторакса колеблется от 3,5 мм у E. huasteca до 11,5 мм у E. relata.
У самцов многих видов голени (5-й сегмент ноги) первой и второй ходильных ног вздуты или увеличены. Кроме того, самцы имеют один или два заметных шипа, известных как «брачные застежки» на голенях первой и второй пары ног; у родственных родов застежки имеются только на первой паре ног. Размер, количество и расположение этих шипов у разных видов различны. Самки имеют двухзубую хелицеральную бороздку, в отличие от представителей других родов Euctenizidae, у которых имеется один ряд промаргинальных зубцов. У обоих полов также имеются «гребни» — ряды жестких щетинок на задних ногах.
двухзубую хелицеральную бороздку и растеллума, расположенного на умеренном или высоком растеллярном бугре, тогда 

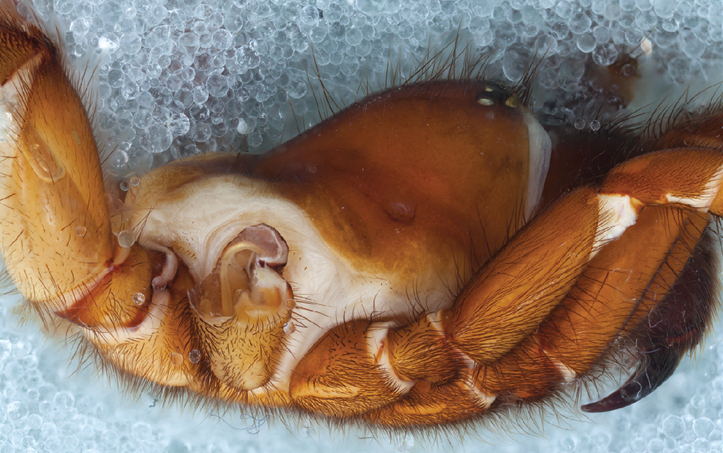
Головогрудь, вид сбоку
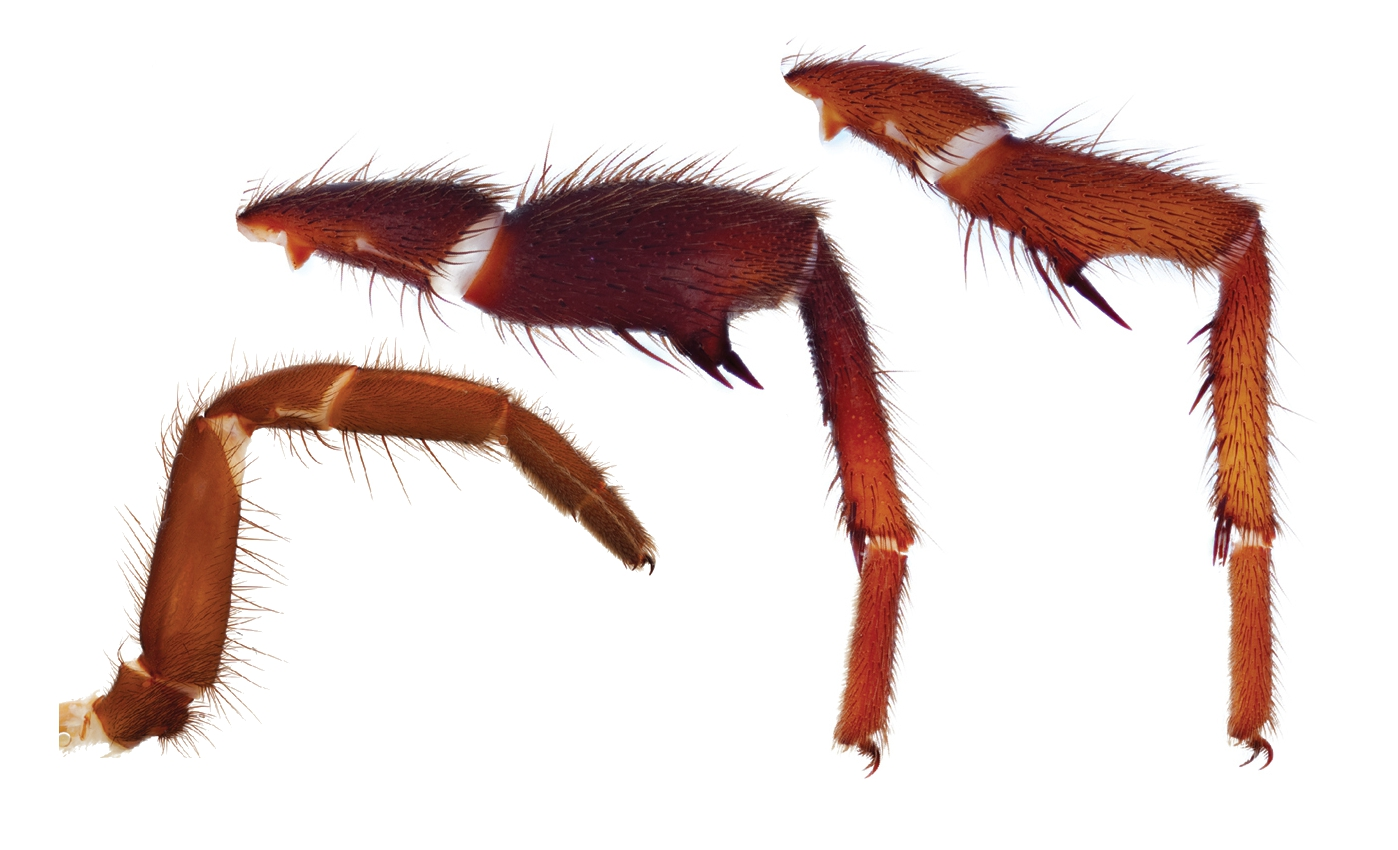
Нога самки 1 (слева) и ноги самцов 1 и 2 с голенными «брачными застежками»

## Поведение
Как и другие земляные пауки и тарантулы, виды Eucteniza строят норы в земле с откидывающейся крышкой, из которой они поджидают в засаде проходящую добычу. Норы и добыча были изучены у E. relata, и предполагается, что другие виды имеют сходное поведение. Нора представляет собой неразветвленную трубку, выстланную шелком и почвой, глубиной от 7 до 25 см. Нора закрыта пробковидной крышкой, состоящей из шелка и почвы и скрепленной шелковыми петлями. На дне норы скапливаются оставшиеся после линьки экзоскелеты и остатки добычи — жуков, муравьев, многоножек. Норы взрослых особей и молодых были найдены в непосредственной близости друг от друга, что позволяет предположить, что после вылупления особи не разбредаются далеко. В Техасе особи рассеиваются из норы в период с августа по январь, поэтому чаще всего их собирают именно в это время. В Мексике период рассеивания длится с июня по январь.

## Среда обитания
Основными местами обитания Eucteniza являются пустыни и тропические сухие леса Мексики и Техаса. Представители рода были собраны на высотах от 8—12 м над уровнем моря (например, виды E. cabowabo, E. diablo и E. rosalia из мексиканской Нижней Калифорнии) до 3300 м (E. relata на северо-востоке Мексики). Норы располагаются на ровной поверхности или под небольшим уклоном. В южном Техасе E. relata может зарываться в лужайки около жилых домов, особенно часто их можно встретить после дождей. Пауков Eucteniza обычно трудно найти в природе, а в музейных коллекциях они встречаются редко.

## Хищники
Предполагается, что в Техасе на пауков E. relata охотятся дорожные осы из рода Pepsis, которые, как известно, парализуют тарантулов и других пауков, чтобы обеспечить пищей свое потомство. Наблюдения показывают, что самки Pepsis ищут Eucteniza и жалят их в норах, оставляя внутри парализованными.

## Классификация
Род Eucteniza был впервые выделен австрийским натуралистом Антоном Ауссерером в 1875 году с описанием типового вида Eucteniza mexicana.
В 2013 году американские биологи Джейсон Бонд и Ребекка Годвин провели ревизию таксономических характеристик. Было описано 12 новых видов, многие из которых названы в честь близлежащих населенных пунктов, коренных народов или мексиканских исторических личностей. Среди названий других видов — ночной клуб Cabo Wabo в Кабо-Сан-Лукас (Мексика) и персонаж из фильма «Звездный десант Галактика». Два вида — E. rex и E. stolida — были синонимизированы с E. relata, а ранее описанный E. atoyacensis (замещающее название для Enrico mexicanus английского арахнолога Пикарда-Кембриджа) был объявлен сомнительным названием (Nomen dubium): поскольку он был первоначально описан на основе ювенильного экземпляра, неясно, представляет ли он собой отдельный вид. Таким образом, по состоянию на 2013 год признано в общей сложности 14 валидных видов.
Известно около 14 видов, распространённых, в США (Техас) и в Мексике.
Eucteniza — типовой род семейства Euctenizidae, мигаломорфного семейства, ранее считавшегося подсемейством Cyrtaucheniidae. В составе Euctenizidae род Eucteniza классифицируется в подсемействе Euctenizinae. Ранее сравнение морфологических и поведенческих признаков позволило предположить, что ближайшим родственником Eucteniza является Neoapachella rothi, лесной паук, обитающий в Аризоне и Нью-Мексико, в то время как более поздние исследования, включая анализ сходства ДНК, указывают на более близкое родство с Entychides, родом с несколькими видами, обитающими от Аризоны до Техаса и Мексики.
- Eucteniza cabowabo Bond & Godwin, 2013
- Eucteniza caprica Bond & Godwin, 2013
- Eucteniza chichimeca Bond & Godwin, 2013
- Eucteniza coylei Bond & Godwin, 2013
- Eucteniza diablo Bond & Godwin, 2013
- Eucteniza golondrina Bond & Godwin, 2013
- Eucteniza hidalgo Bond & Godwin, 2013
- Eucteniza huasteca Bond & Godwin, 2013
- Eucteniza mexicana Ausserer, 1875
- Eucteniza panchovillai Bond & Godwin, 2013
- Eucteniza relata (O. Pickard-Cambridge, 1895)
- Eucteniza ronnewtoni Bond & Godwin, 2013
- Eucteniza rosalia Bond & Godwin, 2013
- Eucteniza zapatista Bond & Godwin, 2013